# Hundsbach (Weitenbach)
Der Hundsbach ist ein rechter Zufluss zum Weitenbach östlich von Martinsberg in Niederösterreich.
Der Bach entspringt in den Fluren westlich von Kleinpertholz auf eine Höhe von rund 850 m ü. A. und fließt danach in Richtung Süden, um den aus den Wäldern östlich von Kleinpertholz entspringenden Ringbach als seinen rechten Zubringer aufzunehmen. Auf seinem weiteren Abfluss nach Süden mündet noch der rechts aus Roggenreith kommende Größenbach ein, bevor er sich selbst unterhalb von Hundsbach als rechter Zufluss in den Weitenbach ergießt. Sein Einzugsgebiet umfasst dabei 13,3 km² in teilweise bewaldeter Landschaft.